# ویرجینیو روستا
ویرجینیو روستا (به ایتالیایی: Virginio Rosetta) بازیکن فوتبال و اهل ایتالیا است 

## تیم ملی
از سال ۱۹۲۰ میلادی عضو تیم ملی فوتبال ایتالیا بوده و در ۵۲ بازی ملی حضور داشته‌است. او در بازی‌های ملی‌اش گلی به ثمر نرساند.
ویرجینیو روستا آخرین بازی ملی خود را در سال ۱۹۳۴ میلادی انجام داد.